# جوردن فار
جوردن فار (بالإنجليزية: Jordan Farr)‏ هو لاعب كرة قدم أمريكي في مركز حراسة المرمى، ولد في 5 أكتوبر 1994 في سايلم في الولايات المتحدة. لعب مع إندي إليفن.